# The Haunted Curiosity Shop
The Haunted Curiosity Shop je britský němý film z roku 1901. Režisérem je Walter R. Booth (1869–1938). Film trvá zhruba dvě minuty.

## Děj
V obchodě s kuriozitami obchodník sleduje, jak se z létající lebky stane živá půlka ženy, která se následně s druhou půlkou těla spojí. Když se ji pokusí starý obchodník políbit, žena se promění ve stařenu. Obchodník ji zamkne do skříně, kde se pak zjeví egyptská mumie, lidská kostra a nakonec rytíř ve zbroji. Tomu obchodník sebere brnění a dá ho do hrnce, odkud se potom objeví tři malý skřítci. Jeden do druhého postupně zmizí a posledního kupec vrátí zpět do hrnce, ze kterého se začne kouřit. Na závěr se nad hrncem ukáže velká mužská hlava.